# Nick Malouf
Nick Malouf (19 de março de 1993) é um ruguebolista de sevens australiano.

## Carreira
No início de sua carreira, ele jogou formalmente pelo clube de rúgbi Premiership Leicester Tigers na temporada 2017-18. Ele começou a jogar o esporte pelo clube de rúgbi da Universidade de Queensland na posição de flanker. Malouf mais tarde se juntou ao time australiano de sevens em 2012, depois de ajudar o time de desenvolvimento internacional da Austrália, o Aussie Thunderbolts, a vencer o Noosa International Sevens Festival.
Malouf fez sua estreia na World Rugby Sevens Series em Dubai em 2012. Em junho de 2017, ele assinou para jogar na Inglaterra pelo Leicester Tigers. Sua forma lhe rendeu um prêmio de try da semana contra Gloucester na terceira rodada da competição. Mais tarde, Malouf deixou a Inglaterra para se juntar ao programa de sevens australiano antes da Copa do Mundo de Rugby Sevens de 2018. Ele representou a Austrália nos Jogos Olímpicos de 2016.
Malouf foi membro do time masculino australiano de rugby sevens nas Olimpíadas de Tóquio 2020. O time ficou em terceiro lugar na fase de grupos e depois perdeu para Fiji por 19-0 nas quartas de final. Ele competiu pela Austrália na Copa do Mundo de Rugby Sevens de 2022 na Cidade do Cabo.
Em 2024, ele foi nomeado para a seleção australiana para as Olimpíadas de Verão em Paris.